# Le Vilain Petit Canard (film, 1956)
Pour les articles homonymes, voir Le Vilain Petit Canard (homonymie).
Pour plus de détails, voir Fiche technique et Distribution.
Le Vilain Petit Canard (Гадкий утёнок, Gadki outionok) est un film d'animation soviétique réalisé par Vladimir Degtiariov, sorti en 1956,.

## Synopsis
Le printemps est arrivé : les arbres deviennent verts, de jeunes herbes poussent dans les prés. Une cane assise dans un fourré de bardane regarde les canetons éclore des œufs. Le dernier à sortir du plus gros œuf est un caneton différent des autres : « Comme il est énorme ! Vilain... vilain petit canard..." dit sa voisine.
Le lendemain, la jeune maman va présenter ses canetons aux autres habitants de la basse-cour où les canards, oies, dindes, coqs - tout le monde se moque du malheureux caneton. Pour s'échapper, il se faufile sous la clôture et s'enfuit.
Le pauvre caneton erre longtemps à la recherche d'un abri. Il ne comprend pas pourquoi tout le monde se moque de lui et le chasse... Un matin, il voit passer des cygnes. Le caneton ne connaît pas ces beaux oiseaux, mais il les admire et aimerait s'envoler avec eux.
Puis, il tombe sur une maison où vivent une poule, un chat et leur propriétaire. Mais là, non plus, personne ne veut de lui. Il trouve finalement le refuge dans une grotte au bord d'un lac. Ce n'est que la nuit, quand personne ne peut le voir, qu'il sort pour nager, voler et déployer ses ailes.
Tout l'été se passe ainsi et le caneton souffre de plus en plus de la solitude. L'automne arrive. Les journées devenaient plus froides et les oiseaux qui vivaient sur le lac s'envolent vers des pays plus chauds. Par un matin glacial, il revoit les merveilleux cygnes qui se préparent pour un long voyage. Il pense alors qu'il est préférable de mourir sous les coups de leurs becs plutôt que mener cette vie misérable, et sort de la grotte. Tout à coup, il voit son reflet dans le lac - il s'avère qu'il est lui aussi un cygne et sa nouvelle famille vole pour l'accueillir.
Pendant ce temps, les habitants de la basse-cour vaquent à leurs occupations et voient le groupe de cygnes passer. Lorsqu'un jeune cygne descend et passe au dessus de leurs têtes, ils sont ravis, mais personne n'est capable de reconnaître en lui leur ancien vilain petit canard.

## Fiche technique
- Titre original : Гадкий утёнок
- Titre français : Le Vilain Petit Canard
- Réalisation : Vladimir Degtiariov
- Scénario : Gueorgui Beriozko
- Musique : Edouard Kolmanovski
- Pays d'origine : URSS
- Format : Couleurs - 35 mm - Mono
- Genre : conte merveilleux
- Durée : 18 minutes
- Date de sortie : 1956

## Distribution

### Voix originales
- Youlia Youlskaïa : vilain petit canard
- Nikolaï Litvinov : narrateur
- Gueorgui Vitsine : coqs / oie / chat
- Gueorgui Milliar : dinde